# Michael Lewis (remero)
Michael Peter Lewis –conocido como Mike Lewis– (Victoria, 15 de abril de 1981) es un deportista canadiense que compitió en remo.
Participó en los Juegos Olímpicos de Pekín 2008, obteniendo una medalla de bronce en la prueba de cuatro sin timonel ligero. Ganó una medalla de bronce en el Campeonato Mundial de Remo de 2004, en el dos sin timonel ligero.

## Palmarés internacional
| Juegos Olímpicos   | Juegos Olímpicos | Juegos Olímpicos  | Juegos Olímpicos          |
| Año                | Lugar            | Medalla           | Prueba                    |
| ------------------ | ---------------- | ----------------- | ------------------------- |
| 2008               | Pekín (China)    | Medalla de bronce | Cuatro sin timonel ligero |
| Campeonato Mundial |                  |                   |                           |
| Año                | Lugar            | Medalla           | Prueba                    |
| 2004               | Bañolas (España) | Medalla de bronce | Dos sin timonel ligero    |